# Mistrovství Evropy ve fotbale hráčů do 19 let 2014
Mistrovství Evropy ve fotbale hráčů do 19 let 2014 se konalo od 19. do 31. července 2014 v Maďarsku. Vítězství obhajovala reprezentace Srbska, která však po penaltovém rozstřelu vypadla v semifinále. Turnaje se mohli účastnit hráči narození nejdříve 1. ledna 1995. Vítězem se stalo Německo, které získalo svůj třetí titul v této kategorii.

## Účastníci
Byla sehrána kvalifikace, které se zúčastnilo 53 reprezentací (Maďarsko mělo účast na závěrečném turnaji jistou jako pořadatel). V první fázi bylo 53 týmů rozlosováno do 13 skupin, v nich se utkal každý s každým jednokolově na stadionech jednoho z účastníků skupiny jako víkendový turnaj. Vítězové skupin, týmy na druhých místech a nejlepší tým ze žebříčku celků umístěných na třetích místech postoupili do druhé fáze. Ve druhé části bylo 28 týmů rozlosováno do 7 skupin po čtyřech. Opět se utkal každý s každým jednokolově na stadionech jednoho z účastníků skupiny jako víkendový turnaj. Všech 7 vítězů skupin postoupilo na závěrečný turnaj.
- Maďarsko (hostitel turnaje)
- Ukrajina
- Bulharsko
- Izrael
- Srbsko
- Německo
- Rakousko
- Portugalsko

## Pořadatelská města a stadiony
| Stadion               | Město    | Kapacita | Zápasy                                      |
| --------------------- | -------- | -------- | ------------------------------------------- |
| Ferenc Szusza Stadium | Budapešť | 12 700   | 3 zápasy ve skupině, 1. semifinále a finále |
| Pancho Arena          | Felcsút  | 3 672    | 3 zápasy ve skupině a 2. semifinále         |
| ETO Park              | Győr     | 13 772   | 3 zápasy ve skupině                         |
| Perutz Stadion        | Pápa     | 3 118    | 3 zápasy ve skupině                         |

## Skupinová fáze
| Vysvětlivky                                                                           |
| ------------------------------------------------------------------------------------- |
| Týmy postupující do semifinále a na Mistrovství světa ve fotbale hráčů do 20 let 2015 |
| Týmy postupující na Mistrovství světa ve fotbale hráčů do 20 let 2015                 |

### Skupina A
| Tým         | Z | V | R | P | VG | IG | +/− | B |
| ----------- | - | - | - | - | -- | -- | --- | - |
| Portugalsko | 3 | 3 | 0 | 0 | 11 | 2  | +9  | 9 |
| Rakousko    | 3 | 2 | 0 | 1 | 7  | 3  | +4  | 6 |
| Maďarsko    | 3 | 1 | 0 | 2 | 4  | 10 | −6  | 3 |
| Izrael      | 3 | 0 | 0 | 3 | 1  | 8  | −7  | 0 |

| 19. července 2014 18:00  |        |        |                                                           |
| Portugalsko              | 3 – 0  | Izrael | Pancho Arena, Felcsút diváci: 397 rozhodčí: István Kovács |
| Lopes 39', 78' Silva 64' | Report |        | Pancho Arena, Felcsút diváci: 397 rozhodčí: István Kovács |

| 19. července 2014 18:30 |        |                                           |                                                                          |
| Maďarsko                | 1 – 3  | Rakousko                                  | Ferenc Szusza Stadium, Budapešť diváci: 9 762 rozhodčí: Javier Fernández |
| Varga 60'               | Report | Bytyqi 15' (pen.) Blutsch 18' Michorl 48' | Ferenc Szusza Stadium, Budapešť diváci: 9 762 rozhodčí: Javier Fernández |

| 22. července 2014 18:00                      |        |        |                                                                   |
| Rakousko                                     | 3 – 0  | Izrael | Ferenc Szusza Stadium, Budapešť diváci: 456 rozhodčí: Enea Jorgji |
| Bytyqi 28' (pen.) Grillitsch 42' Grubeck 73' | Report |        | Ferenc Szusza Stadium, Budapešť diváci: 456 rozhodčí: Enea Jorgji |

| 22. července 2014 20:30 |        |                                                             |                                                           |
| Maďarsko                | 1 – 6  | Portugalsko                                                 | Pancho Arena, Felcsút diváci: 3 695 rozhodčí: Tore Hansen |
| Mervó 73'               | Report | Rodrigues 32' (pen.) Silva 45', 66', 89', 90+2' Martins 75' | Pancho Arena, Felcsút diváci: 3 695 rozhodčí: Tore Hansen |

| 25. července 2014 18:00 |        |                       |                                                                      |
| Izrael                  | 1 – 2  | Maďarsko              | Ferenc Szusza Stadium, Budapešť diváci: 3 945 rozhodčí: Kevin Clancy |
| Hugy 36'                | Report | Kalmár 25' Balogh 39' | Ferenc Szusza Stadium, Budapešť diváci: 3 945 rozhodčí: Kevin Clancy |

| 25. července 2014 18:00 |        |                          |                                                              |
| Rakousko                | 1 – 2  | Portugalsko              | Pancho Arena, Felcsút diváci: 954 rozhodčí: Stephan Klossner |
| Grillitsch 46'          | Report | Podstawski 41' Baldé 86' | Pancho Arena, Felcsút diváci: 954 rozhodčí: Stephan Klossner |

### Skupina B
| Tým       | Z | V | R | P | VG | IG | +/− | B |
| --------- | - | - | - | - | -- | -- | --- | - |
| Německo   | 3 | 2 | 1 | 0 | 7  | 2  | +5  | 7 |
| Srbsko    | 3 | 1 | 2 | 0 | 4  | 3  | +1  | 5 |
| Ukrajina  | 3 | 1 | 1 | 1 | 2  | 3  | −1  | 4 |
| Bulharsko | 3 | 0 | 0 | 3 | 0  | 5  | −5  | 0 |

| 19. července 2014 17:15 |        |               |                                                       |
| Ukrajina                | 1 – 1  | Srbsko        | ETO Park, Győr diváci: 300 rozhodčí: Stephan Klossner |
| Burda 1'                | Report | Maksimović 7' | ETO Park, Győr diváci: 300 rozhodčí: Stephan Klossner |

| 19. července 2014 20:15 |        |                         |                                                   |
| Bulharsko               | 0 – 3  | Německo                 | ETO Park, Győr diváci: 500 rozhodčí: Kevin Clancy |
|                         | Report | Selke 1', 56' Syhre 28' | ETO Park, Győr diváci: 500 rozhodčí: Kevin Clancy |

| 22. července 2014 18:00 |        |                          |                                                               |
| Německo                 | 2 – 2  | Srbsko                   | Perutz Stadion, Pápa diváci: 1 500 rozhodčí: Javier Fernández |
| Selke 39' Stark 90+1'   | Report | Maksimović 32' Jović 41' | Perutz Stadion, Pápa diváci: 1 500 rozhodčí: Javier Fernández |

| 22. července 2014 21:00 |        |                |                                                          |
| Bulharsko               | 0 – 1  | Ukrajina       | Perutz Stadion, Pápa diváci: 300 rozhodčí: István Kovács |
|                         | Report | Tankovskiy 89' | Perutz Stadion, Pápa diváci: 300 rozhodčí: István Kovács |

| 25. července 2014 20:15 |        |           |                                                        |
| Srbsko                  | 1 – 0  | Bulharsko | Perutz Stadion, Pápa diváci: 200 rozhodčí: Enea Jorgji |
| Mandić 90'              | Report |           | Perutz Stadion, Pápa diváci: 200 rozhodčí: Enea Jorgji |

| 25. července 2014 20:15 |        |          |                                                  |
| Německo                 | 2 - 0  | Ukrajina | ETO Park, Győr diváci: 650 rozhodčí: Tore Hansen |
| Selke 3', 66'           | Report |          | ETO Park, Győr diváci: 650 rozhodčí: Tore Hansen |

## Vyřazovací fáze

### Pavouk
|  | Semifinále              | Semifinále |   |  | Finále                  | Finále |  |
|  |                         |            |   |  |                         |        |  |
|  | 28. července – Felcsút  |            |   |  |                         |        |  |
|  | Portugalsko (p)         | 0 (4)      |   |  |                         |        |  |
|  | Srbsko                  | 0 (3)      |   |  |                         |        |  |
|  |                         |            |   |  |                         |        |  |
|  |                         |            |   |  | 31. července – Budapešť |        |  |
|  |                         |            |   |  | Portugalsko             | 0      |  |
|  |                         | Německo    | 1 |  |                         |        |  |
|  |                         |            |   |  |                         |        |  |
|  |                         |            |   |  |                         |        |  |
|  |                         |            |   |  |                         |        |  |
|  | 28. července – Budapešť |            |   |  |                         |        |  |
|  | Německo                 | 4          |   |  |                         |        |  |
|  | Rakousko                | 0          |   |  |                         |        |  |

### Semifinále
| 28. července 2014 18:00                         |        |          |                                                                    |
| Německo                                         | 4 – 0  | Rakousko | Ferenc Szusza Stadium, Budapešť diváci: 923 rozhodčí: Kevin Clancy |
| Selke 20' Stendera 30' Öztunalı 58' Mukhtar 68' | Report |          | Ferenc Szusza Stadium, Budapešť diváci: 923 rozhodčí: Kevin Clancy |

| 28. července 2014 21:00 |        |        |                                                             |
| Portugalsko             | 0 – 0  | Srbsko | Pancho Arena, Felcsút diváci: 1 181 rozhodčí: István Kovács |
|                         | Report |        | Pancho Arena, Felcsút diváci: 1 181 rozhodčí: István Kovács |

|                                        |       | Penaltový rozstřel                              |  |
| Lopes Silva Guzzo Podstawski Rodrigues | 4 - 3 | Gaćinović Zdjelar Ristić Jokić Milinković-Savić |  |

### Finále
| 31. července 2014 19:00 |        |             |                                                                          |
| Portugalsko             | 0 – 1  | Německo     | Ferenc Szusza Stadium, Budapešť diváci: 8 343 rozhodčí: Javier Fernández |
|                         | Report | Mukhtar 39' | Ferenc Szusza Stadium, Budapešť diváci: 8 343 rozhodčí: Javier Fernández |

## Střelci branek
6 gólů
- Davie Selke

5 gólů
- André Silva

2 góly
| - Sinan Bytyqi - Florian Grillitsch | - Hany Mukhtar - Marcos Lopes | - Nemanja Maksimović |

1 gól
| - Markus Blutsch - Valentin Grubeck - Peter Michorl - Levin Öztunalı - Niklas Stark - Marc Stendera - Anthony Syhre | - Norbert Balogh - Zsolt Kalmár - Bence Mervó - Szabolcs Varga - Dor Hugi - Gelson Martins - Tomás Podstawski | - Romário Baldé - Ivo Rodrigues - Luka Jović - Staniša Mandić - Mykyta Burda - Vjačeslav Tankovskij |